# Фазлеев, Равиль Шамсиевич
Равиль Шамсиевич Фазлеев (род. 15 февраля 1960, Казань) — советский и российский хоккеист, защитник. Тренер.

## Биография
На юношеском уровне играл за СК им. Урицкого (Казань). В первенстве СССР начинал выступать за СКА Куйбышев (1978/79, первая лига) и СКА Хабаровск (1979/80, вторая лига). С сезона 1980/81 — в команде первой лиги СК им. Урицкого. В сезоне 1985/86 играл также в команде второй лиги «Спутник» Альметьевск. Сезон 1986/87 провёл в клубе высшей лиги «Торпедо» Горький. Вернулся в казанский клуб, с которым в 1989 году вышел в высшую лигу. В дадьнейшем выступал за «Нефтехимик» Нижекамск (1990/91 — 1991/92), «Тан» Казань (1991/92 — 1993/94), «Нефтяник» Альметьевск (1994/95), «Прогресс» Глазов (1995/96 — 1996/97). В сезоне 2004/05 сыграл один матч за «Ак Барс-2».
Работал директором спорткомплекса «Баско», директором хоккейной школы «Волна» в спорткомплексе «Ватан». Детский тренер в школах «Ак Барс» (с 2012), «Зилант» (с 2014).
Старший брат Наиль (род. 1957) и сын Радель (род. 1996) — хоккеисты.